# Лаиб
Лаиб (арап. لعيب) била је званична маскота Светског првенства у фудбалу 2022. које се играло у Катару. Представљена је 1. априла 2022. током жреба за групну фазу првенства. Лаиб је бела лебдећа гутра с очима, обрвама и устима, која подсећа на духа с традиционалном арапском ношњом. Његово име на арапском значи „врло вешт играч”. 
На званичном сајту Фифе овако је описана ова маскота: „Лаиб ће бити познат по свом младалачком духу тако што ће ширити радост и самопоуздање кудагод да крене.” Даље се наводи да маскота потиче из паралелног света где живе маскоте свих претходних турнира — „света у коме идеје и креативност чине основу ликова који живе у свачијим главама.”
Мишљења о маскоти су била подељена. Критике су биле упућене на рачун одабира дела одеће (гутре, кефије) за маскоту Светског првенства за разлику од претходних издања где су маскоте традиционално биле животиње, људи, воће или поврће. На друштвеним мрежама Лаиб се поредио с многим стварима — Добрим духом Каспером, духом Буом из франшизе Super Mario, салветом па чак и с душама грађевинских радника који су погинули градећи стадионе и другу инфраструктуру за потребе Светског првенства.